# Mirrors (album de Blue Öyster Cult)
Pour les articles homonymes, voir Mirrors.
Albums de Blue Öyster Cult
Some Enchanted Evening
(1978) Cultösaurus Erectus
(1980)
Singles
1. Mirrors
Sortie : 17 août 1979
2. In Thee
Sortie : août 1979
3. Moon Crazy
Sortie : 1979
4. You're Not the One (I Was Looking For)
Sortie : novembre 1979

Mirrors est le sixième album studio du groupe de hard rock américain Blue Öyster Cult. Il a été publié le 19 juin 1979 sur le label CBS Records et est produit par Tom Werman.

## Historique
Cet album fut enregistré en partie en Californie (Kendun Recorders, Burbank et The Record Plant, Los Angeles et |New York  (CBS Recording Studios). Il est le premier album du groupe qui ne soit pas produit par leur manager (et producteur habituel) Sandy Pearlman. La chanson The Great Sun Jester marque la première collaboration entre le groupe et l'écrivain anglais Michael Moorcock (le morceau est basé sur son roman The Fireclown).
L'album se classa à la 44e place du Billboard 200 aux États-Unis et la 26e place des charts britanniques. Le single In Thee atteignit la 74e place du Hot 100 américain.

## Liste des titres
| 1. | Dr.Music             | Joe Bouchard, Donald Roeser, Richard Meltzer | Eric Bloom   | 3:10 |
| 2. | The Great Sun Jester | Bloom, Michael Moorcock, John Trivers        | Bloom        | 4:48 |
| 3. | In Thee              | Allen Lanier                                 | Roeser       | 3:48 |
| 4. | Mirrors              | Roeser, Bruce Abbott                         | Roeser       | 3:44 |
| 5. | Moon Crazy           | Joe Bouchard                                 | Joe Bouchard | 4:06 |

| 6. | The Vigil                              | Roeser, Sandra Roeser           | Roeser          | 6:25 |
| 7. | I am the Storm                         | Joe Bouchard, Ronald Binder     | Bloom           | 3:42 |
| 8. | You're Not The One (I Was Looking For) | Albert Bouchard, Caryn Bouchard | Albert Bouchard | 3:14 |
| 9. | Lonely Teardrops                       | Lanier                          | Roeser          | 3:37 |

## Musiciens
- Eric Bloom: guitare rythmique, chant sur les pistes 1, 2, et 7
- Donald "Buck Dharma" Roeser: guitare solo, guitare rythmique, chant sur les pistes 3, 4, 6 et 9
- Allen Lanier: claviers, guitare
- Joe Bouchard: basse, chant sur la piste 5
- Albert Bouchard: batterie, harmonica, chant sur la piste 8

## Classements
Album
| Pays                          | Durée du classement | Meilleur classement | Date             |
| ----------------------------- | ------------------- | ------------------- | ---------------- |
| Canada (RPM)                  | 12 semaines         | 49e                 | 8 septembre 1979 |
| États-Unis (Billboard 200)    | 17 semaines         | 44e                 | 25 août 1979     |
| Royaume-Uni (UK Albums Chart) | 5 semaines          | 46e                 | 26 août 1979     |

Single
| Single  | Chart     | Durée du classement | Position | Date              |
| ------- | --------- | ------------------- | -------- | ----------------- |
| In Thee | (Hot 100) | 4 semaines          | 74e      | 29 septembre 1979 |